# توماس كلارك نيكولز
توماس كلارك نيكولز (بالإنجليزية: Thomas Clark Nicholls)‏ هو قاضي ومحامي أمريكي، ولد في 1790، وتوفي في 1847.